# Eurytela
Az Eurytela a rovarok (Insecta) osztályának a lepkék (Lepidoptera) rendjéhez, ezen belül a tarkalepkefélék (Nymphalidae) családjához tartozó Biblidinae alcsalád egyik neme.

## Rendszerezés
A nembe az alábbi 4 faj tartozik:
- Eurytela hiarbas
- Eurytela dryope
- Eurytela alinda
- Eurytela narinda